# Proskurník lékařský

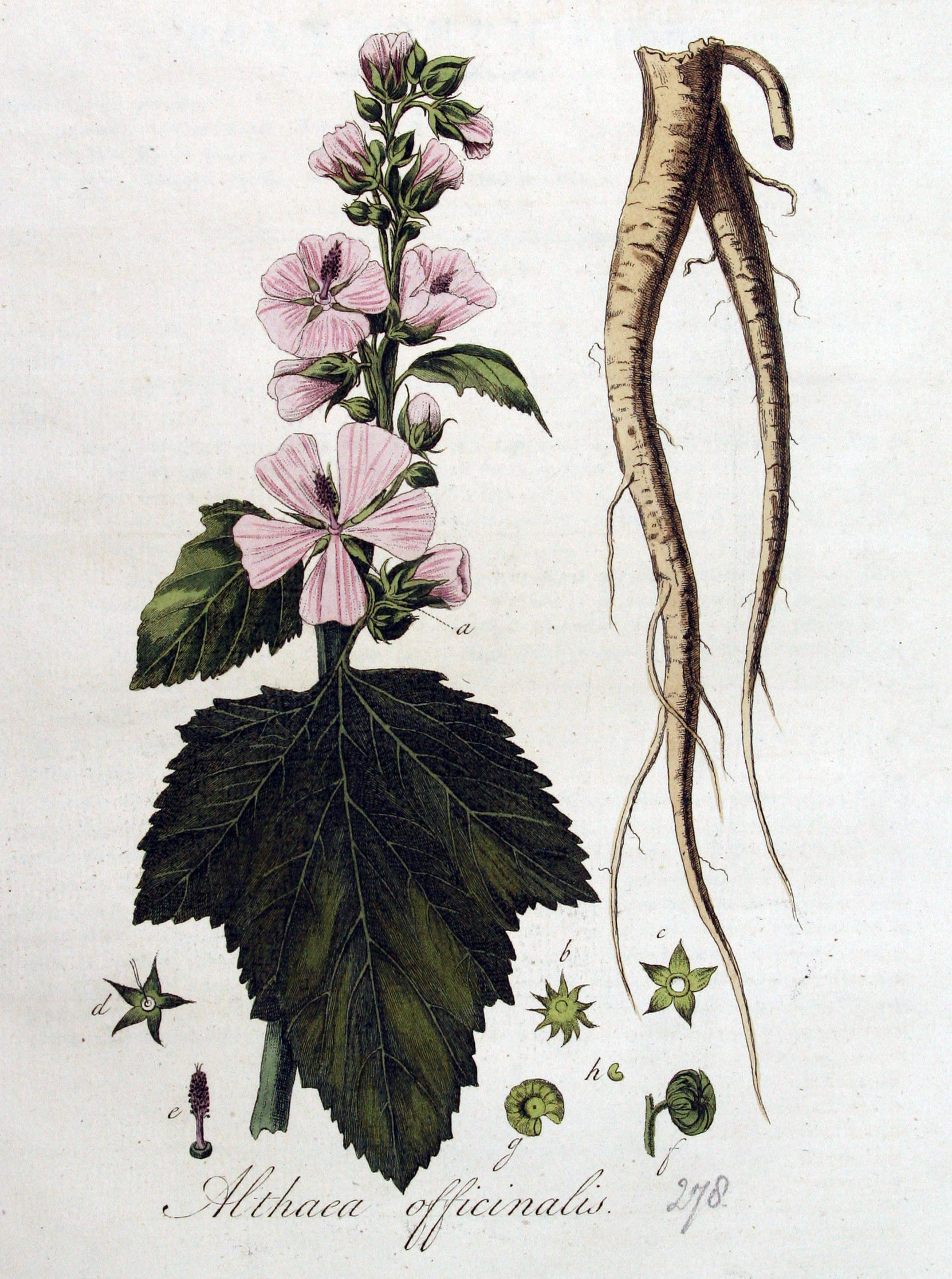
Proskurník lékařský na vyobrazení z roku 1822

Proskurník lékařský (Althaea officinalis) známý též pod lidovým (a nesprávným) názvem ibišek, je rostlina z čeledi slézovité. Je to vytrvalá chlupatá bylina s laločnatými jednoduchými listy a růžovými květy. Pochází z oblasti od Středomoří po Střední Asii, dnes však roste zdomácnělá i jinde. V České republice roste jako původní rostlina jen na jižní Moravě. Proskurník lékařský je již od starověku využíván jako léčivá rostlina. Má široké použití v lékařství i léčitelství a je pěstován i v polních kulturách.

## Popis
Proskurník lékařský je vytrvalá bylina dorůstající výšky 70 až 180 cm. Celá rostlina je sametově chlupatá. Lodyhy vyrůstají trsnatě, jsou přímé a jen s krátkými postranními větvemi. Listy jsou řapíkaté, 3 až 8 cm dlouhé a 1,5 až 6 cm široké, dlanitě laločnaté až téměř celistvé, na bázi srdčité až tupě klínovité, na vrcholu špičaté, na okraji nepravidelně zubaté. Palisty jsou úzké, chlupaté a záhy opadávají.
Květy vyrůstají v paždí listů většinou po 2 až 4, lodyha postupně přechází ve vrcholové květenství. Kalich je 8 až 10 mm dlouhý, zakončený trojúhelníkovitými cípy, za plodu vytrvalý. Kalíšek se skládá z 8 až 10 na bázi krátce srostlých, úzce kopinatých až čárkovitých lístků. Koruna je světle růžová až nafialovělá, korunní lístky jsou 8 až 10 mm dlouhé a 7 až 16 mm široké, na vrcholu mělce vykrojené. Nitky tyčinek jsou srostlé do trubičky. Plody jsou poltivé, rozpadavé na 15 až 25 plůdků, 7 až 9 mm široké, obklopené vytrvalým kalichem. Jednotlivé plůdky jsou ledvinovité, za zralosti okrové, a obsahují po 1 semeni. Semena jsou ledvinovitá, hladká, tmavě hnědá.

## Rozšíření
Proskurník lékařský pochází pravděpodobně z oblasti od Středomoří po Střední Asii. Vzhledem k dlouhé historii jeho používání a pěstování se vyskytuje i v jiných oblastech Evropy a Asii a též v Severní Americe. Roste i v České republice, za původní jsou však považovány pouze populace na jižní Moravě, které zde tvoří severní hranici přirozeného areálu. V Polabí a některých jiných oblastech Čech byl široce rozšířen již v 19. století.
Proskurník lékařský je dosti vlhkomilný, v ČR se vyskytuje zejména na vlhkých loukách a pastvinách, v pobřežních houštinách a v okolí řek, druhotně pak na vlhkých narušených místech v obcích a jejich okolí. Často roste na místech zaplavovaných nebo s vysokou hladinou spodní vody.

## Význam
Proskurník lékařský je využíván jako léčivá rostlina již od starověku. Pěstuje se pro farmaceutické účely a je to dobrá medonosná rostlina. K lékařským účelům se sbírá kořen, list i květ. Hlavními účinnými látkami jsou slizy, které usnadňují odkašlávání a mírní dráždění sliznic. Užívá se zejména při nejrůznějších zánětech sliznic dýchacího ústrojí, dále při zánětech močových cest či střev. Doporučuje se také při těžkých průjmech u dětí. K podobným účelům se používá i v léčitelství, za nejúčinnější formu je pokládán macerovaný kořen.
Z proskurníku lékařského se od starověku do 19. století vyráběly cukrovinky, předchůdci dnešních marshmallow (podle něj mají jméno), ve starověku ovšem vyhrazené pouze pro nejvyšší vrstvy.